# Halmaherawaaierstaart
De halmaherawaaierstaart (Rhipidura torrida) is een zangvogel uit de familie Rhipiduridae (waaierstaarten). De vogel werd in 1858 verzameld op Ternate en in 1865 door de Britse natuuronderzoeker Alfred Russel Wallace (en medebedenker van de evolutietheorie) beschreven. Dit taxon wordt ook beschouwd als een ondersoort van R. rufifrons.

## Herkenning
De vogel is gemiddeld 16 cm lang en lijkt sterk op de andere soorten vuurstuitwaaierstaarten, mogelijk iets donkerder.

## Verspreiding en leefgebied
Deze soort is endemisch op de Noord-Molukken van Halmahera tot Obi. De vogel komt voor in tropisch tot subtropisch bos tot op hoogten van 1500 meter boven zeeniveau. Het door Wallace verzamelde exemplaar was afkomstig van de top van de vulkaan Gamalama op Ternate.

## Status
De halmaherawaaierstaart komt niet als aparte soort voor op de lijst van het IUCN, maar is daar een ondersoort van de Australische vuurstuitwaaierstaart (R.  rufifrons).